# Nizar Qabbani
Nizar Qabbani (arabiska:نزار قباني), född 21 mars 1923, död 30 april 1998,  var en syrisk diplomat, poet och publicist. Han är en av de mest uppskattade nutida poeterna i arabvärlden. På svenska finns Från nostalgisk kärlekspoet till diktare med orden som vapen (tolkning Bo Holmberg och Cecilia Persson, Tranan, 2008) och bidrag i antologierna Alkemins blå eld (FIB:s lyrikklubb, 1991) och Jag erkänner att jag levde upp mitt liv (Fri press, 2012). Hans farfar Abu Khalil Qabbani anses vara en av pionjärerna i arabisk teater.

## Biografi
Qabbani studerade juridik vid universitetet i Damaskus där han direkt efter examen 1945 engagerade sig i den diplomatiska kåren. Denna tjänst innehade han fram till sin avgång 1966.
Hans första diktsamling med titeln "Brunetten sade till mig" publicerades 1944. Därefter följde ett halvt sekel av författande som uppgick till 35 diktsamlingar.
Sexdagarskriget (som Qabbani kallade för arabernas "bakslag") var avgörande för hans poesis utveckling, då han bröt med traditionen att vara en "poet för kärlek och kvinnor" och började skriva politiska dikter. Hans dikter som hade hyllats före kriget blev nu förbjudna att distribuera.

## Privatliv
Qabbanis fru Bilqis dödades under ett självmordsbombattentat som var riktad mot den irakiska i Beirut där hon arbetade. Han levde de sista åren av sitt liv bosatt i London, och hans sista verk fick titeln ”När ska vi tillkännage arabernas död?”.
Qabbani avled i stillhet den 30 april 1998 och begravdes i sin hemsta Damaskus.

### Diktsamlingar
- 1944 – Hon med mörk hy sa till mig
- 1948 – Bröstens barndom
- 1949 – Samba
- 1950 – Du är min
- 1956 – Diktar
- 1961 – Min älskling
- 1966 – Måla med ord
- 1970 – Vilda dikter
- 1970 – Kärlekens bok
- 1994 – Femtio år jag hyllar kvinnan
- 1992 – Jag är bara en man och du är en hel klan av kvinnor
- 1995 – Diktsamling för kärleken
- 1998 – Jasminens alfabet